# Giovanni da Amelia
Giovanni da Amelia (nascido em Amelia, 1309 - Gênova, dezembro de 1385 ou 11 de janeiro de 1386) foi um cardeal italiano do século XIV. Foi executado por traição ao Papa Urbano VI.

## Biografia
Giovanni nasceu em Amelia, perto de Terni. Seu pai era chamando Matteuccio. Ele também é listado como ohannes Matutii; e seu sobrenome como Da Amelia; e como Amadeo. Obteve doutorado em direito.
Ele foi um teólogo e orador; capelão papal; e auditor da Rota Romana. Prior da igreja de Todi. Cônego do capítulo da catedral de Patras. Eleito arcebispo de Corfu em 15 de fevereiro de 1376. Foi chamado a Roma e nomeado administrador de sua sé; ocupou o posto até 2 de outubro de 1378.

Criado cardeal-presbítero de S. Sabina no consistório de 18 de setembro de 1378. Conspirou contra o Papa Urbano VI junto com os cardeais Gentile di Sangro, Adam Easton, OSB, Ludovico Donato, OFM, Bartolomeo de Coturno, OFM e Marino Giudice. Eles foram presos e encarcerados no Castelo de Nocera Umbria por ordem do papa em 11 de janeiro de 1385; submetidos à tortura, eles admitiram sua culpa no dia 21 de janeiro; cinco deles (excluindo o cardeal Amelia), escreveram uma carta ao clero romano denunciando a violência do papa; todos os acusados, exceto o cardeal Easton, foram executados em Gênova em dezembro de 1385 ou em 11 de janeiro de 1386. O cardeal Easton foi libertado. Os aluguéis de seu canonicato em Patras foram reivindicados pela Câmara Apostólica em 24 de julho de 1387 para o papa.